# 马拉维大学列表
马拉维共有四所公立大学以及若干所民辦大學。下面是马拉维大学列表：
- 马拉维大学（University of Malawi，松巴）
- 姆祖祖大学（Mzuzu University，姆祖祖）
- 利隆圭农业和自然资源大学（英语：Lilongwe University of Agriculture and Natural Resources）
- 马拉维科技大学（英语：Malawi University of Science and Technology）